# Vụ bê bối ánh trăng
Vụ bê bối ánh trăng (tên tiếng Anh: Fly Me to the Moon) là một bộ phim điện ảnh Mỹ thuộc thể loại hài – lãng mạn – chính kịch ra mắt vào năm 2024 do Greg Berlanti làm đạo diễn, với kịch bản do Rose Gilroy chấp bút. Với sự tham gia diễn xuất của các diễn viên gồm Scarlett Johansson, Channing Tatum, Nick Dillenburg, Anna Garcia, Jim Rash, Noah Robbins, Colin Woodell, Christian Zuber, Donald Elise Watkins, Ray Romano và Woody Harrelson, tác phẩm oay quanh mối quan hệ giữa một chuyên viên tiếp thị và một giám đốc của NASA trong thời kỳ Chạy đua vào không gian của thập niên 1960.
Vụ bê bối ánh trăng được công chiếu tại Hoa Kỳ và Canada bởi Columbia Pictures thông qua Sony Pictures Releasing vào ngày 12 tháng 7 năm 2024 trước khi chính thức được ra mắt trên nền tảng Apple TV+.

## Nội dung
Vào thập niên 1960 hay còn được gọi là thời kỳ Chạy đua vào không gian giữa Hoa Kỳ và Liên Xô, một mối quan hệ đã được chớm nở giữa một giám đốc NASA phụ trách dự án phòng tàu Apollo 11 với một chuyên gia tiếp thị đến để chỉnh sửa hình ảnh của NASA trước công chúng và dàn dựng một cuộc đổ bộ lên mặt trăng giả để "dự phòng".

## Diễn viên
- Scarlett Johansson thủ vai Kelly Jones[6]
- Channing Tatum thủ vai Cole Davis[6]
- Nick Dillenburg
- Anna Garcia
- Jim Rash thủ vai Lance Vespertine
- Noah Robbins
- Colin Woodell
- Christian Zuber
- Donald Elise Watkins
- Ray Romano thủ vai Henry Smalls
- Woody Harrelson thủ vai Moe Berkus
- Joe Chrest thủ vai Thượng nghị sĩ Vanning
- Art Newkirk
- Ashley Kings
- Jonathan Orea Lopez
- Eva Pilar
- Chad Crowe
- Will Jacobs
- Melissa Litow
- Lauren Revard